# Pristomyrmex quadridens
Pristomyrmex quadridens es una especie de hormiga del género Pristomyrmex, tribu Crematogastrini, familia Formicidae. Fue descrita científicamente por Emery en 1897.
Se distribuye por Indonesia y Filipinas. Se ha encontrado a elevaciones de hasta 2600 metros. Habita en la hojarasca y troncos.